# Nephthea bumasta
Nephthea bumasta is een zachte koraalsoort uit de familie Nephtheidae. De koraalsoort komt uit het geslacht Nephthea. Nephthea bumasta werd in 1972 voor het eerst wetenschappelijk beschreven door Verseveldt. 